# Pearl Days
Pearl Days è il quinto album in studio della cantautrice italiana Elisa, pubblicato il 15 ottobre 2004 dall'etichetta discografica Sugar Music.
Contraddistinto da sonorità rock, l'album è stato prodotto dal Elisa e dal produttore discografico statunitense Glen Ballard. Il progetto ha esordito alla seconda posizione della classifiche di vendite in Italia, sostenuto dai singoli promozionali Together e The Waves, oltre che dall'unico singolo commerciale estratto Una poesia anche per te.

## Antefatti e descrizione
Dopo la pubblicazione del quarto album in studio di musica acustica Lotus, nella primavera del 2004 Elisa si è trasferita a Los Angeles per sette mesi, registrando e producendo il suo quinto album in studio con Glen Ballard nello studio di registrazione Henson Studios nel distretto di Hollywood. Fra gli artisti coinvolti vi è il batterista Matt Chamberlain, il tastierista Benmont Tench e i chitarristi Tim Pierce e Michael Landau. In un'intervista rilasciata a Rockol l'artista ha raccontato la decisione di collaborare con Ballard e il processo di produzione dell'album dalle sonorità rock, oltre che la scelta dei collaboratori:

## Promozione

### Singoli
Prima della pubblicazione è stato pubblicato il singolo promozionale Together il 17 settembre 2004, il cui video vinse il premio Miglior video di contaminazione artistica al M.E.I 2004. Il singolo promozionale The Waves è stato pubblicato il 26 novembre 2004.
Il primo e unico singolo estratto Una poesia anche per te è stato pubblicato il 15 aprile 2005, versione italiana del brano Life Goes On, già presente nell'album.

### Edizioni
Nella prima edizione l'album uscì nella comune confezione jewel case con un booklet particolare: esso non è un libretto vero e proprio, bensì un insieme di dodici cartoncini quadrati, ognuno dei quali (a parte il primo e l'ultimo) riporta il testo di una canzone con la relativa traduzione su un lato e una foto di Elisa sull'altro. Su ogni foto è riportato il titolo dell'album, per cui ogni cartoncino può essere considerato (e usato) come una copertina. Inoltre i cartoncini sono ordinati dalle lettere che compongono le parole Pearl Days (una lettera su ogni cartoncino). Infine, i CD utilizzati erano di colore giallo oppure arancione.
Nella seconda edizione del 2005 fu aggiunta Una poesia anche per te alla tracklist. L'imballaggio è identico al primo, a parte per le alette laterali che furono rovesciate perché nella prima edizione risultavano capovolte. Fu inoltre aggiunto un cartoncino per la nuova canzone.
Il 5 settembre 2005 uscì nelle edicole l'edizione speciale di TV Sorrisi e Canzoni, con novità per quanto riguarda il booklet, mentre l'8 giugno 2009 l'album è uscito, sempre in edicola, all'interno della serie di CD e DVD di Elisa pubblicata dal Corriere della Sera.
Dal 2006 l'album ha cambiato distributore, per cui è stato sostituito il logo di quest'ultimo. In questa terza edizione (attualmente in vendita) i cartoncini sono stati trasformati in un consueto booklet (come nell'edizione abbinata a TV Sorrisi e canzoni) e i CD utilizzati sono argentati.
L'edizione pubblicata in edicola nel 2009 ha la custodia Discbox Slider in cartoncino e nella tracklist è identica alla seconda edizione.

## Accoglienza
Giulio Nannini di Rockol riporta che se nel precedente progetto Lotus Elisa «si era dedicata al lato intimo della sua musica» in Pearl Days si manifesta la sua «vena rock e più irruenta». Nannini trova la produzione «estremamente curata, attenta alla pulizia del sound, [...] senza ostentazione» apprezzando la scelta di non abbandonare la lingua inglese, affermando «a lei viene da scrivere così, perché snaturarla?». Tra i brani il recensore apprezza in particolar modo Una poesia anche per te (Life Goes On), scrivendo che nell'arrangiamento «dominano aperture armoniche ben calibrate all’interno di un arrangiamento che combina vivacità elettrica e una morbida sezione d’archi» e che in generale nell'album si possono apprezzare «una vasta gamma di colori e timbriche» vocali.

## Tracce
Testi di Elisa Toffoli, musiche di Elisa Toffoli, eccetto dove indicato.

### Prima edizione
1. Together – 4:22
2. Bitter Words – 3:18
3. Pearl Days – 4:22
4. Joy – 3:27 (musica: Elisa Toffoli, Glen Ballard)
5. Written in Your Eyes – 4:08 (musica: Elisa Toffoli, Glen Ballard)
6. City Lights – 3:53
7. In the Green – 4:52
8. I Know – 4:11
9. The Waves – 4:10
10. Life Goes On – 5:15

Durata totale: 41:58

#### Seconda edizione
1. Together – 4:22
2. Bitter Words – 3:18
3. Pearl Days – 4:22
4. Life Goes On – 5:15
5. Joy – 3:27 (musica: Elisa Toffoli, Glen Ballard)
6. Written in Your Eyes – 4:08 (musica: Elisa Toffoli, Glen Ballard)
7. City Lights – 3:53
8. In the Green – 4:52
9. I Know – 4:11
10. The Waves – 4:10
11. Una poesia anche per te – 5:14

Durata totale: 47:12

## Formazione
- Elisa: voce, pianoforte, tastiera
- Matt Chamberlain: batteria, percussioni
- Sean Hurley: basso
- Lance Morrison: basso
- Andrea Rigonat: chitarra
- Tim Pierce: chitarra
- Michael Landau: chitarra
- Glen Ballard: chitarra, tastiera
- Christian "Noochie" Rigano: tastiera, pianoforte, rhodes
- Benmont Tench: organo Hammond, pianoforte, clavinet
- Randy Kerber: pianoforte, tastiera
- Jez Colin: programmazione
- Suzie Katayama: arrangiamento archi
- Michele Richards: violino
- Josefina Vergara: violino
- Andrew Duckless: viola
- Paula Hochhalter: violoncello
- Maurice Grants: violoncello

## Classifica

### Classifiche settimanali
| Classifica (2004) | Posizione massima |
| ----------------- | ----------------- |
| Italia            | 2                 |

### Classifiche annuali
| Classifica (2004) | Posizione |
| ----------------- | --------- |
| Italia            | 45        |
| Classifica (2005) | Posizione |
| Italia            | 59        |